# Андріївка (Троянівська волость)
Андріївка (рос. Андреевка) — колишня слобода у Троянівській волості Житомирського повіту Волинської губернії.

## Населення
Кількість населення у 1906 році — 50 осіб, дворів — 8

## Історія
В 1906 році — поселення в складі Троянівської волості (6-го стану) Житомирського повіту Волинської губернії. Відстань до губернського та повітового центру, м. Житомир, складала 26 верст, до волосної управи в містечку Троянів — 8 верст. Найближче поштово-телеграфне відділення розташовувалось у Житомирі.
У 1911 році — слобода у складі Троянівської волості Житомирського повіту.
Станом на 1923 рік знята з обліку населених пунктів.